# La donna divina
La donna divina (The Divine Woman) è un film statunitense del 1928, diretto da Victor Sjöström, interpretato da Greta Garbo e basato sull'opera teatrale di Gladys Unger Starlight, libero adattamento della vita di Sarah Bernhardt, morta cinque anni prima. Il film è andato quasi completamente perduto: un incendio scoppiato il 10 agosto 1965 nel caveau della MGM a Culver City distrusse l'unica copia conservata negli archivi. Nel 1993 un frammento di circa 9 minuti fu scoperto nel Fondo Cinematografico Statale della Russia, principale archivio cinematografico della Federazione russa.
La pellicola valse alla Garbo l'appellativo di divina, ereditato proprio dalla Bernhardt.

## Trama
Abbandonata dalla madre, la giovane Marianne si reca a Parigi per cercare di coronare il proprio sogno di diventare una star dello spettacolo. Qui incontra il soldato disertore Lucien, e i due si innamorano. Tuttavia, durante un’assenza di Lucien, Marianne diviene l’amante del produttore teatrale Henry Legrand, grazie al quale ella fa una brillante carriera come attrice. Il ritorno di Lucien provocherà un rivolgimento della situazione.
Il frammento più importante superstite del film mostra Lucien che annuncia a Marianne la propria prossima partenza per Algeri per motivi di servizio, partenza che avverrà la sera stessa. Marianne riesce a trattenerlo oltre l’orario stabilito dalle autorità militari.

## Produzione
Nel '26, a soli 21 anni, la Garbo si avviava ad essere la star più importante della MGM. Dopo sette mesi di braccio di ferro con lo studio per ottenere compensi più alti e ruoli migliori, la diva ottenne per la produzione de La donna divina un partner gradito, lo svedese Lars Hanson, qui alla terza collaborazione con la star, e alla regia Victor Sjöström, uno dei migliori e più intimi amici del suo mentore caduto in disgrazia Mauritz Stiller.

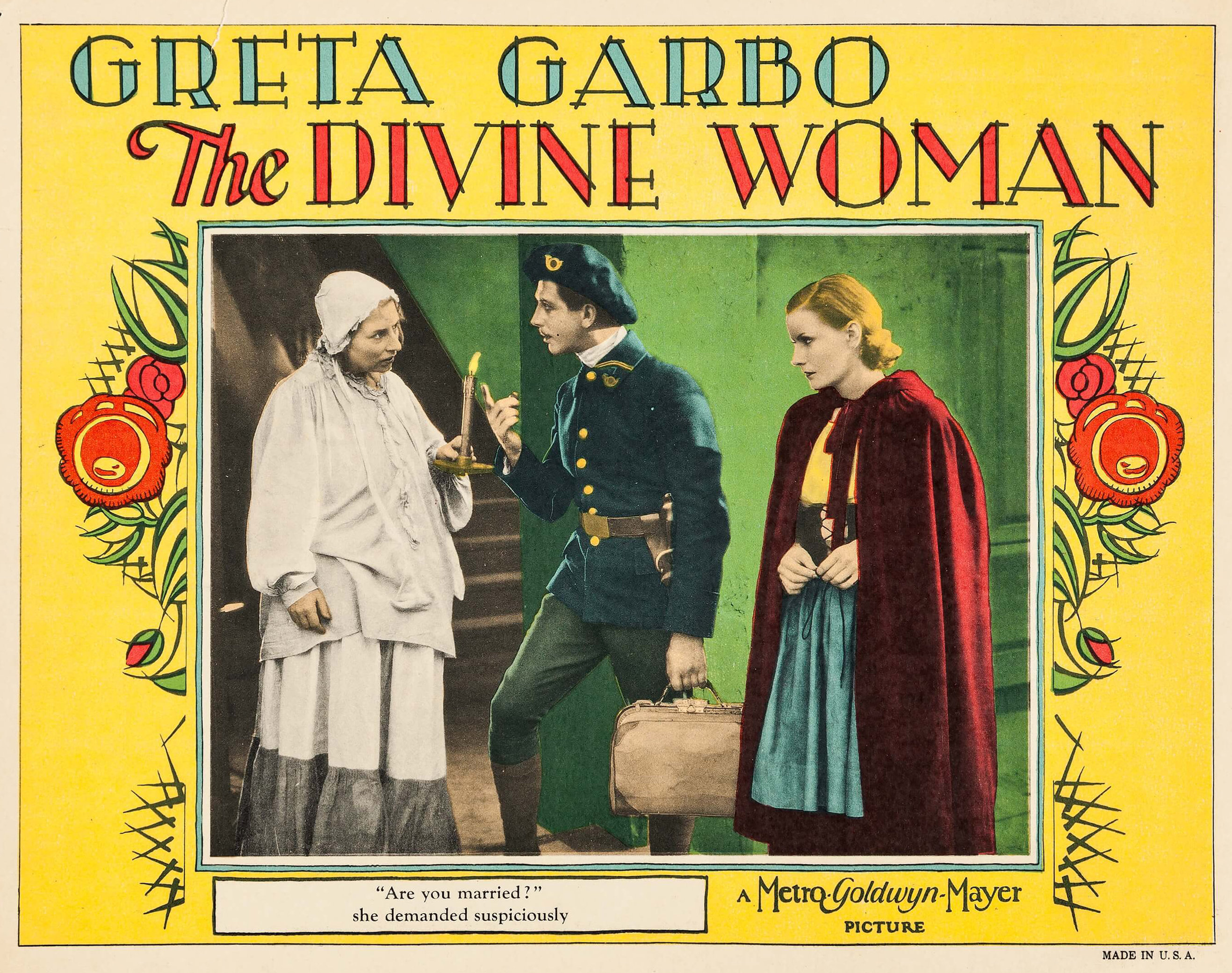
Fotobusta originale del film

Il costo di produzione di 267.000 dollari fu molto al di sotto di una produzione media della Garbo, qui per la prima volta in un ruolo da protagonista assoluta.

## Distribuzione
Il film fu presentato il 14 gennaio del 1928 e nonostante le recensioni per lo più negative fu un nuovo trionfo per l'attrice. Con un incasso di 541.000 dollari in Nord America e altri 290.000 provenienti dai mercati esteri, generò un profitto di 354.000 dollari.